# Cancuén
Cancuén és un important lloc maia del període denominat clàssic, que es troba al sud del municipi de Sayaxché, al departament de Petén, Guatemala, i que fou habitat des del 300 al 950, i arribà a la màxima esplendor al voltant de l'any 800, any de la massacre —tot i que n'hi ha interpretacions alternatives com la d'Oxlajuj Aj Pop que rebutgen aquesta interpretació: en un sorprenent atac, 31 personatges de la noblesa foren executats i llançats a la cisterna; el rei Kan Maax i la reina foren també executats i els seus cossos enterrats en unes tombes properes.

## Troballes recents
Les troballes recents han estat impressionants i inclouen ceràmica molt elaborada, tallers de jade, marcadors de joc de pilota finament tallats i el palau més gran i impressionant de qualsevol ciutat maia. Construït entre els anys 765 i 790, per T'ah 'ak' Cha'an, el rei que va fer de Cancuén la ciutat dominant del sud del Petén.
El palau és una estructura imposant de tres pisos i 8,2 ha amb més de cent setanta habitacions i onze patis; en alguns llocs les parets tenen 18 dm d'espessor. Els arcs i voltes trobats als nombrosos passadissos arriben fins als 6 m d'alt i fan l'efecte d'un complex laberint.
En el camp de pilota han estat trobats tres marcadors que mostren T'ah 'ak' Cha'an jugant a aquest joc tan sagrat per als maies; també al mateix indret aparegué un plafó impressionant de 45 kg de pes presidint una cerimònia a Machaquilá, una ciutat propera a Alto La Pasión, que n'era la segona capital, fins que un segle després aquesta es revoltà contra Cancuén.
El més important del lloc és que s'ha treballat perquè les comunitats properes siguen les quals administren i prenguen decisions sobre el seu lloc sagrat, donant pas a un treball més enllà de l'acadèmic i l'arqueologia ètica, és la construcció d'un territori maia-q'eqchi'.
El més important del lloc és que s'ha treballat perquè les comunitats properes siguen les quals administren i prenguen decisions sobre el seu lloc sagrat, donant pas a un treball més enllà de l'acadèmic i l'arqueologia ètica, és la construcció d'un territori maia-q'eqchi'.